# Leon (1911)
Leon (gr. Λέων) – grecki niszczyciel typu Aetos, służący w Greckiej Marynarce Wojennej w latach 1912–1941.

## Budowa
Okręt wraz z pozostałymi trzema okrętami typu Aetos został początkowo zamówiony w angielskiej stoczni Cammell Laird w Birkenhead przez Argentynę, która jednak nie odebrała okrętów, po czym zostały one zakupione 12 września 1912 przez Grecję. Koszt zakupu okrętu wynosił 148 000 funtów. Stępkę pod budowę "Leona", który miał początkowo nosić nazwę "Tucuman", położono w 1910. Kadłub wodowano 15 lipca 1911 roku. Okręt wcielono do służby w greckiej flocie 2 października 1912 (inne dane 19 września 1912) pod nazwą "Leon" (lew) i czym prędzej skierowano do kraju. Do Pireusu okręty przybyły 22 października 1912.

### Wczesna służba
"Leon" osiągnął gotowość bojową w grudniu 1912. Podczas wojny bałkańskiej jego wykorzystanie w walkach było niewielkie. Głównym powodem był początkowo brak torped do wyrzutni torpedowych. Błąd ten powielił się we wszystkich okrętach tego typu. Dowódcą okrętu był wówczas kmdr ppor. J. Razikotsikas, służył on ponadto jako okręt flagowy dowódcy dywizjonu niszczycieli kmdra ppor. D. Papachristosa. "Leon" wziął udział m.in. w potyczce z tureckimi niszczycielami 16 grudnia 1912, po bitwie koło przylądka Elli oraz w bitwie koło Lemnos 18 stycznia 1913, w której dostrzegł jako pierwszy tureckie okręty patrolując z niszczycielem "Aspis" u wyjścia z cieśniny. Oprócz tego, pełnił głównie zadania patrolowe na Morzu Egejskim.
Podczas I wojny światowej Grecja była neutralna, lecz we wrześniu 1916 nastąpiła w niej interwencja państw ententy. Okręt wraz z całą flotą grecką został zajęty przez siły sprzymierzone. W grudniu 1916 "Leon" został włączony w skład francuskiej marynarki wojennej, gdzie służył do roku 1918, patrolując i eskortując konwoje na Morzu Śródziemnym. Przy remoncie kotłowni Francuzi zmodernizowali nieco okręt, zastępując jego charakterystyczne pięć kominów przez trzy grubsze kominy. Po zakończeniu działań, został zwrócony stronie greckiej. W 1919 operował na Morzu Czarnym, u wybrzeży ogarniętej wojną domową Rosji, w rejonie Krymu, wraz z "Panthir", "Kilkis" i "Limnos". Ewakuował m.in. greckich uchodźców z Rosji.
"Leon" brał następnie udział w wojnie grecko-tureckiej 1919-22. Niszczyciele typu Aetos wpłynęły 8 lipca 1921 na Morze Czarne, gdzie uczestniczyły w działaniach morskich i bombardowaniu pozycji tureckich. 22 grudnia 1921 (22 stycznia według innych źródeł) w Pireusie "Leon" utracił część rufową na skutek wybuchu nieostrożnie transportowanych bomb głębinowych. Zginęło 5 członków załogi Leona, w tym dwóch oficerów oraz 2 członków załogi zacumowanego obok "Ieraxa". Okręt został następnie wyremontowany.

### Rekonstrukcja 1924-25
W latach 1924–1925 roku okręt, jak inne jednostki tego typu, przeszedł dużą modernizację, połączoną z przebudową, w stoczni Samuel White w Cowes. Stare 5 kotłów opalanych głównie węglem zamieniono na 4 nowsze, opalane ropą, co doprowadziło do zmiany sylwetki okrętów. Zamiast pięciu kominów (trzech w "Leon"), otrzymały dwa kominy. Wydłużono pokład dziobowy i zamontowano nową nadbudówkę dziobową, z wydłużonym dolnym piętrem dla postawienia drugiej armaty 102 mm (poprzednio stała ona za kominami). Znacznie wzmocniono uzbrojenie torpedowe, zastępując 4 wyrzutnie torped na burtach okrętu przez 6 w jego osi symetrii. Ulepszono następnie na początku lat 30. uzbrojenie przeciwlotnicze, zastępując armatę 57 mm przez dwie automatyczne 40 mm.
Podczas próby republikańskiego zamachu stanu w Grecji w 1935 "Leon" został opanowany przez siły spiskowców kadm. Demestichasa i 2 marca wyszedł w morze, ostrzeliwując niszczyciele wierne rządowi i lekko je uszkadzając (wraz z krążownikiem "Elli", niszczycielami "Psara" i "Niki"). Okręty następnie przeszły na zbuntowaną Kretę, ścigane tam przez lotnictwo. 12 marca "Leon" poddał się siłom rządowym, a spisek upadł.

### II wojna światowa
"Leon" wziął ograniczony udział bojowy w II wojnie światowej, począwszy od ataku Włoch na Grecję 28 października 1940. Przed zajęciem greckich portów przez Niemcy, wraz z innymi okrętami wyszedł z portu w celu dołączenia do sił brytyjskich, lecz został następnie staranowany w kolizji 17 kwietnia 1941 przez eskortowany przez siebie na Kretę statek pasażerski "Ardenna". Na skutek kolizji doszło do wybuchu bomb głębinowych i "Leon" utracił część rufy ze śrubami i sterem (ponownie w swojej karierze), po czym został doholowany do zatoki Suda na Krecie, gdzie został wyrzucony na płyciznę i opuszczony. Niszczyciel został następnie 15 maja 1941 zniszczony przez niemieckie lotnictwo.

## Uzbrojenie
Uzbrojenie (1912):
- 4 działa kal. 102 mm L/50 Bethlehem (4xI)
- 1 działo przeciwlotnicze kal. 57 mm (od ok. 1916)
- 4 wyrzutnie torpedowe kal. 533 mm (4xI), 8 torped

Uzbrojenie (1925):
- 4 działa kal. 102 mm L/50 Bethlehem (4xI)
- 2 działka przeciwlotnicze kal. 40 mm (od lat 30.)
- 6 wyrzutni torpedowych kal. 533 mm (2xIII)
- bomby głębinowe